# Coppa CEV 2012-2013 (femminile)
La Coppa CEV di pallavolo femminile 2012-2013 è stata la 33ª edizione del secondo torneo pallavolistico europeo per squadre di club; iniziata a partire dal 23 ottobre 2012, si è conclusa il 2 marzo 2013. Alla competizione hanno partecipato 36 squadre e la vittoria finale è andata per la prima volta al Małopolski Klub Siatkówki Muszyna.

## Squadre partecipanti
| - TED Ankara - AEK Atene - Știința Bacău - Azəryol - İqtisadçı - Béziers - AZS Białystok - BKS - Jedinstvo Brčko | - Královo Pole - Calais - Dauphines Charleroi - Tomis Constanța* - Dąbrowa Górnicza* - Uraločka* - Fenerbahçe - Asteríx Kieldrecht - Köniz | - ASKÖ Linz-Steg - Volyn Lutsk - Branik - Muszyna* - Neuchâtel - TENT - Omička - Olomouc - River | - HAOK Rijeka - Minatori Rrëshen - Viesti Salo - Schwechat Post - Sliedrecht - Split - Vilsbiburg - Weert - Chimik |

- * Provenienti dalla CEV Champions League.

## Sedicesimi di finale

### Squadre qualificate
| - Știința Bacău - Azəryol - İqtisadçı - Béziers - BKS - Calais - Dauphines Charleroi - Fenerbahçe | - Asteríx Kieldrecht - Köniz - ASKÖ Linz-Steg - Volyn Lutsk - Neuchâtel - Omička - Schwechat Post - Vilsbiburg |

## Ottavi di finale

### Squadre qualificate
| - Știința Bacău - Azəryol - Béziers - BKS - Calais - Fenerbahçe - ASKÖ Linz-Steg - Omička |

## Quarti di finale

### Squadre qualificate
| - BKS - Calais - Fenerbahçe - Omička |

## Challenge Round

### Squadre qualificate
| - Uraločka - Fenerbahçe - Muszyna - Omička |

## Semifinali

### Squadre qualificate
| - Fenerbahçe - Muszyna |

## Finale

### Squadra campione
Muszyna